# Varvara Bárysheva
Varvara Borísovna Bárysheva –en ruso, Варвара Борисовна Барышева– (Moscú, URSS, 24 de marzo de 1977) es una deportista rusa que compitió en patinaje de velocidad sobre hielo. 
Participó en tres Juegos Olímpicos de Invierno, entre los años 1998 y 2006, obteniendo una medalla de bronce en Turín 2006, en la prueba de persecución por equipos (junto con Yekaterina Abramova, Yekaterina Lobysheva, Svetlana Vysokova y Galina Lijachova).

## Palmarés internacional
| Juegos Olímpicos | Juegos Olímpicos | Juegos Olímpicos  | Juegos Olímpicos        |
| Año              | Lugar            | Medalla           | Prueba                  |
| ---------------- | ---------------- | ----------------- | ----------------------- |
| 2006             | Turín (Italia)   | Medalla de bronce | Persecución por equipos |